# کوخی
کوخی یک منطقهٔ مسکونی در عراق است که در استان دهوک واقع شده‌است. کوخی ۴ نفر جمعیت دارد و ۸۶۰ متر بالاتر از سطح دریا واقع شده‌است.